# Parafia Wszystkich Świętych w Raszowej
Parafia Wszystkich Świętych w Raszowej – parafia rzymskokatolicka, znajdująca się w diecezji opolskiej, w dekanacie Leśnica.

## Historia
Miejscowość i kościół wzmiankowano w 1297 roku, kiedy bp Jan Romka dokonał konsekracji kościoła pw. św. Stanisława, natomiast później przyjęło się wezwanie Wszystkich Świętych. Obecny kościół wybudowany w 1790 r., a w 1938 r. poszerzony.